# Cathrine Schück
Cathrine Schück Östlund, född 4 april 1958 i Högalids församling i Stockholm, död 18 oktober 2021, var en svensk kock, krögare, kostrådgivare, kokboksförfattare, KBT-coach och samtalsterapeut.

## Karriär
Fadern Peter Schück drev restaurangen Gourmet till sin bortgång. Cathrine Schück, då 18 år gammal, tog över krogen tillsammans med sin mor. Krogen belönades senare med en Michelin-stjärna.
Cathrine Schück arbetade även på tidningen Expressen och magasinet Expressen Söndag. Hon var också programledare för Sköna söndag 1995.